# Chlosyne splendida
Chlosyne splendida är en fjärilsart som beskrevs av Hayward 1931. Chlosyne splendida ingår i släktet Chlosyne och familjen praktfjärilar. Inga underarter finns listade i Catalogue of Life.